# Ashiko

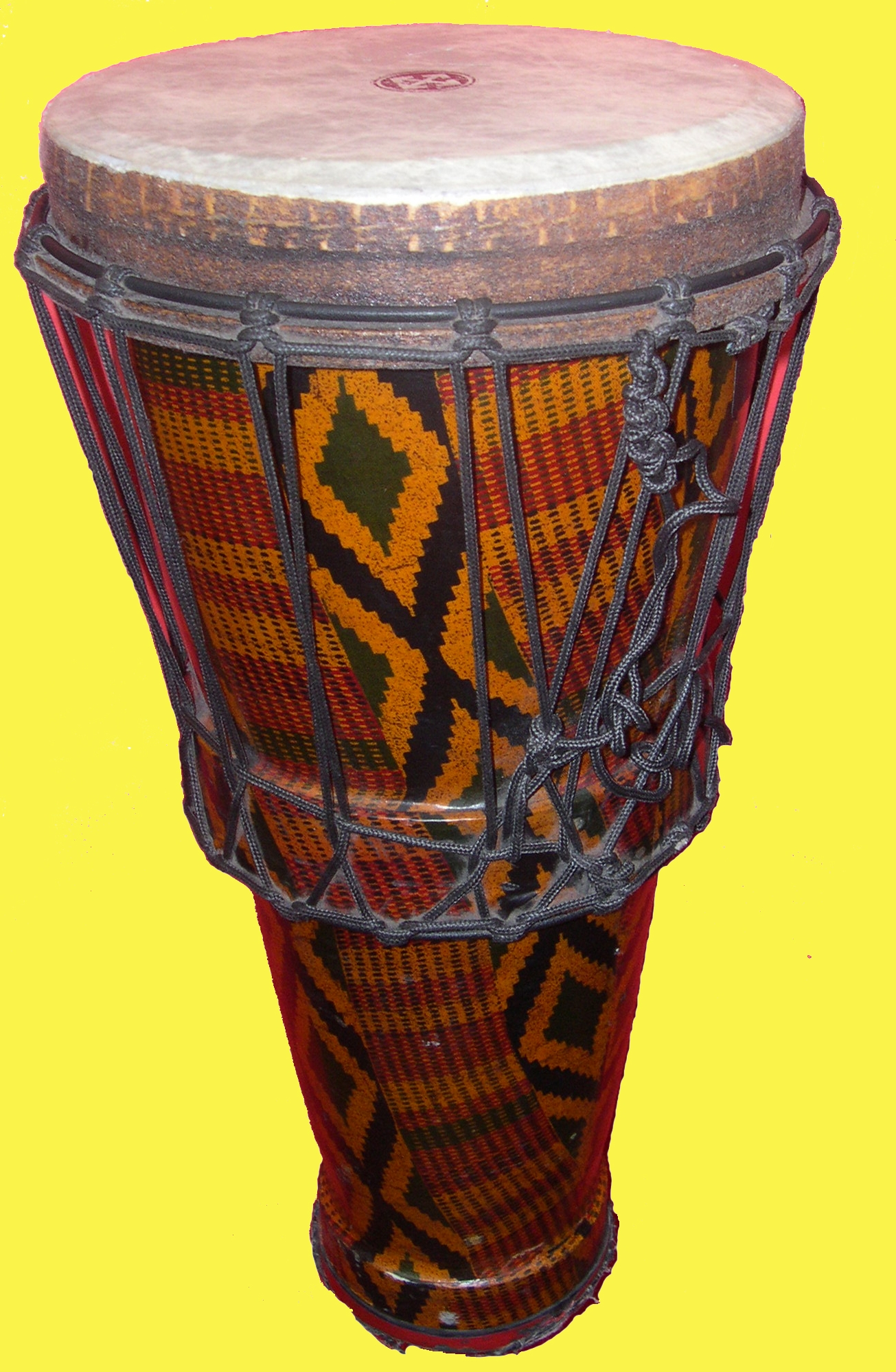
Een ashiko, gemaakt van kunststof en acousticon

Een ashiko is een soort trommel, die de vorm heeft van een spits toelopende cilinder (of een afgeknotte kegel), met het vel aan de brede kant, terwijl de smallere kant open is. Hij heeft doorgaans een geitenvel en wordt middels touwen gestemd. Hij wordt met de handen bespeeld. Het instrument komt traditioneel voor in West-Afrika, alsmede delen van Noord- en Zuid-Amerika.
Oorspronkelijk komt de ashiko uit de Yoruba-cultuur in het huidige Nigeria en Benin (West-Afrika), waar hij een lange traditie heeft. Vooral door de trans-Atlantische slavenhandel zijn varianten van de ashiko-trommel ook te vinden in Afro-Amerikaanse culturen, zoals in Cuba. De Afro-Cubaanse trommel in Oost-Cuba die bekendstaat als bocú, alsmede een solotrommel in het geheime genootschap Abakua zijn 'ashiko-achtig'.
De Nigeriaanse/Afrikaanse ashiko werd in de jaren 50 van de 20ste eeuw wat bekender in de Verenigde Staten en elders in het Westen, met name door de internationale populariteit van de (Nigeriaanse) Yoruba-muzikant Babatunde Olatunji, die toerde en opnam met onder meer ashiko's (en deze ook zelf bespeelde).
Vanaf toen werd de ashiko wat gangbaarder in percussie- en trommelverenigingen en -groepen, ook in Noord-Amerika en Europa, hoewel hij daar naar verhouding wat minder populair of wijdverspreid bleef dan trommeltypen als de djembé, de conga of de bongo.